# Kirovgrád
Kirovgrád (oroszul: Кировгра́д) 22 ezer lakosú város Oroszországban a Szverdlovszki területen. A város az Uráli Gazdasági Körzet része. Nevét Szergej Mironovics Kirov kommunista politikusról, leningrádi párttitkárról kapta, miután az 1934-ben merénylet áldozata lett. 1935 előtt Kalatának hívták. Jelentős a városban a fémipar.